# Никольский, Михаил Михайлович (легкоатлет)
Михаи́л Миха́йлович Нико́льский (25 июля 1931, Тейково, Ивановская область — 1 апреля 1995, Серпухов, Московская область) — советский легкоатлет, специалист по бегу на короткие дистанции. Выступал за сборную СССР по лёгкой атлетике в 1950-х годах, двукратный чемпион СССР в дисциплине 400 метров, победитель и призёр первенств всесоюзного значения, участник чемпионата Европы в Стокгольме. Представлял Москву и Советскую Армию.

## Биография
Михаил Никольский родился 25 июля 1931 года в городе Тейково Ивановской области. Занимался лёгкой атлетикой в Москве, выступал за Советскую Армию.
Первого серьёзного успеха на международном уровне добился в сезоне 1955 года, когда вошёл в состав советской сборной и выступил на соревнованиях по лёгкой атлетике в рамках V Всемирного фестиваля молодёжи и студентов в Варшаве — вместе с соотечественниками Виестурсом Кумушкой, Юрием Литуевым и Ардалионом Игнатьевым одержал победу в зачёте эстафеты 4 × 400 метров.
В 1957 году на VI Всемирном фестивале молодёжи и студентов в Москве вновь победил в эстафете 4 × 400 метров. На чемпионате СССР в Москве завоевал золотые награды в индивидуальном беге на 400 метров и в эстафете 4 × 400 метров.
В 1958 году на чемпионате СССР в Таллине превзошёл всех соперников в беге на 400 метров. Благодаря этой победе вошёл в основной состав советской сборной и удостоился права защищать честь страны на чемпионате Европы в Стокгольме — в дисциплине 400 метров дошёл до стадии полуфиналов, тогда как в эстафете 4 × 400 метров совместно с Константином Грачёвым, Абрамом Кривошеевым и Валентином Рахмановым занял в финале пятое место.
Подполковник Советской Армии в отставке.
Умер 1 апреля 1995 года в Серпухове в возрасте 63 лет.